# نیوا ناگاشیگه
نیوا ناگاشیگه (به ژاپنی: 丹羽 長重 Niwa Nagashige)؛ ۱۵۷۱ – ۱۶۳۷) یک سامورایی در دوره سنگوکو بود که برای خاندان اودا خدمت می‌کرد. دختر اودا نوبوناگا، هوئون‌این (۱۶۵۳–۱۵۷۴)، همسراصلی وی بود.